# Museum von Melilla

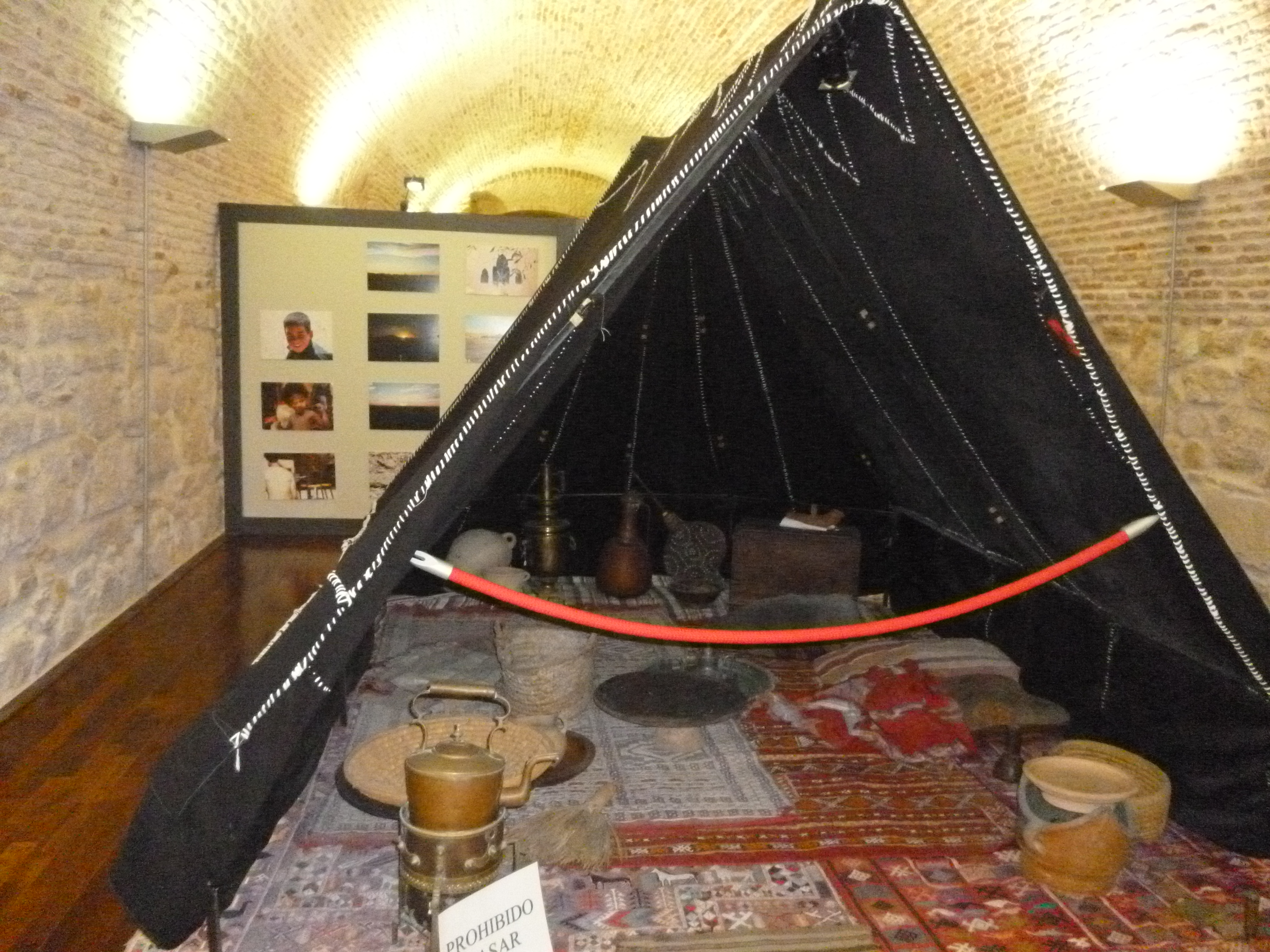
Ausstellungsbereich für sephardische, berberische und Zigeunerkulturen

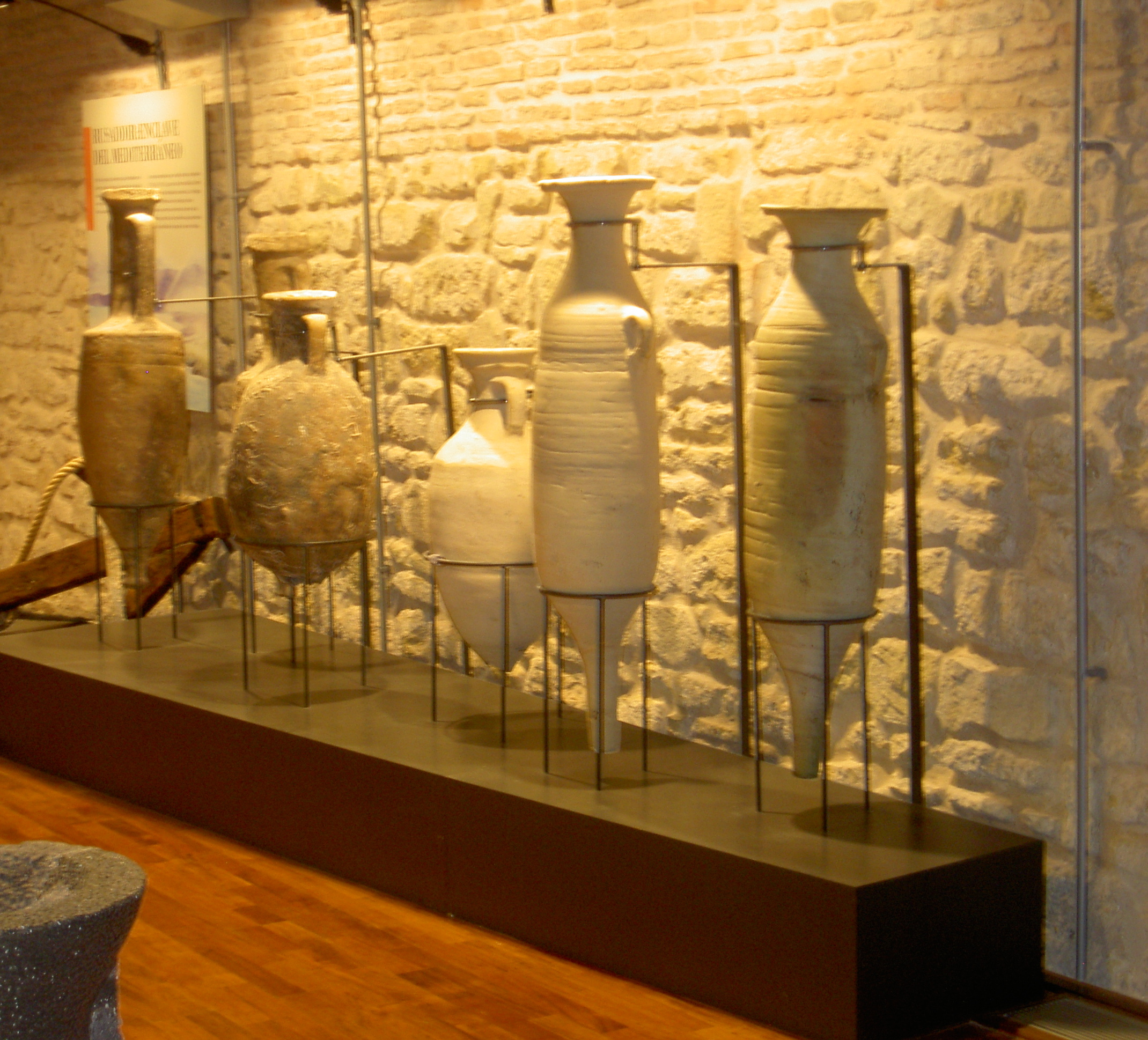
Ausstellungsstücke

Das Museum von Melilla (spanisch Museo de Melilla) ist das größte Museum der südspanischen Stadt Melilla. Es befindet sich in der alten Almacén de las Peñuelas in der ersten befestigten Anlage von Melilla la Vieja.

## Geschichte
Zu Beginn des 20. Jahrhunderts begann Rafael Fernández de Castro, Fundstücke und Materialien aus den Ausgrabungen in der Casa Salama, dem Sitz der Verbrauchssteuerbehörde, zu sammeln. Es gab keine Katalogisierung der Stücke.
Später wurde das Stadtmuseum im Keller des Musiktempels des Parque Hernández eingerichtet und war für die Öffentlichkeit zugänglich. Da der Standort nicht angemessen war, zog es in den 1950er Jahren in die Baluarte de la Concepción Alta um, ein historisches Museum mit den Abteilungen Archäologie sowie Militärfonds und heraldische Embleme. Das Stadtmuseum blieb dort bis 1987 und zog dann zum Torre de la Vela und von dort 2011 zu den Almacenes de las Peñuelas. 2018 wurde den Sinti und Roma ein Ausstellungsbereich gewidmet.